# Larry Myricks
Lawrence Ellwyne (Larry) Myricks (Clinton (Mississippi), 10 maart 1956) is een voormalige Amerikaanse atleet, die gespecialiseerd was in het verspringen. Hij werd tweemaal wereldindoorkampioen en meervoudig Amerikaans kampioen op dit onderdeel. Hij nam driemaal deel aan de Olympische Spelen en stond tijdens zijn atletiekcarrière in de schaduw van Carl Lewis. Met een PR van 20,03 s op de 200 m was hij ook een sterk sprinter.

## Biografie

### Internationale successen
Myricks studeerde aan het Mississippi College. In 1976 maakte hij zijn olympische debuut op de Olympische Spelen van Montréal. Hij kwalificeerde zich voor de finale, maar moest daar opgeven wegens een gebroken voet. Een van de beste jaren van zijn atletiekcarrière was het jaar 1979. Hij won toen het NCAA-kampioenschap, het Amerikaanse kampioenschap, de wereldbeker en stond eerste op de lijst met de beste wereldjaarprestaties. In februari 1981 versloeg hij Carl Lewis op de TAC-indoorkampioenschappen.
In 1988 vertegenwoordigde Myricks de Verenigde Staten op de Olympische Spelen van Seoel. Met een verste poging van 8,27 m eindigde hij achter zijn landgenoten Carl Lewis (goud; 8,72) en Mike Powell (zilver; 8,49).

### Sprint
Op de wereldkampioenschappen van 1983 in Helsinki nam Myricks deel aan de 200 m. Hij sneuvelde hierbij in de voorrondes met een tijd van 21,74. In 1988 werd hij Amerikaans kampioen op dit onderdeel.

### Levenslang wordt één jaar
In 1990 testte Myricks bij drie wedstrijden in de periode januari-februari positief op phenylpropanolamine, een op de dopinglijst voorkomend psychoactief middel. Aanvankelijk kreeg hij door de TAC een levenslange schorsing opgelegd, die later werd teruggedraaid naar een schorsing van één jaar. Hierdoor kon hij vanaf april 1991 weer aan wedstrijden deelnemen.

## Titels
- Wereldindoorkampioen verspringen - 1987, 1989
- Amerikaans kampioen 200 m - 1988
- Amerikaans kampioen verspringen - 1979, 1980, 1989
- Amerikaans indoorkampioen verspringen - 1976, 1979, 1980, 1981, 1988, 1989
- NCAA-kampioen verspringen - 1976, 1979
- NCAA-indoorkampioen verspringen - 1987, 1989

## Persoonlijke records
Outdoor
| Onderdeel   | Prestatie | Datum        | Plaats       |
| ----------- | --------- | ------------ | ------------ |
| 100 m       | 10,26 s   | 3 mei 1987   | Shizuoka     |
| 200 m       | 20,03 s   | 19 juni 1983 | Indianapolis |
| 400 m       | 46,74 s   |              |              |
| verspringen | 8,74 m    | 18 juli 1988 | Indianapolis |

Indoor
| Onderdeel   | Prestatie | Datum           | Plaats |
| ----------- | --------- | --------------- | ------ |
| verspringen | 8,45 m    | 27 januari 1990 | Liévin |

## Palmares

### verspringen
- 1979:  Wereldbeker - 8,52 m
- 1980:  Vriendschapsspelen - 8,20 m
- 1984: 4e OS - 8,16 m
- 1985:  Grand Prix Finale - 8,22 m
- 1985:  Memorial Van Damme - 8,44 m
- 1986:  Goodwill Games - 8,41 m
- 1987:  WK indoor - 8,23 m
- 1987:  Pan-Amerikaanse Spelen - 8,58 m
- 1987:  WK - 8,33 m
- 1987:  Grand Prix Finale - 8,06 m
- 1988:  OS - 8,27 m
- 1989:  WK indoor - 8,37 m
- 1989:  Wereldbeker - 8,29 m
- 1989:  Grand Prix Finale - 8,54 m
- 1991:  Grand Prix Finale - 8,06 m
- 1991:  WK - 8,42 m
- 1993: 4e Grand Prix Finale - 7,96 m

## Onderscheidingen
- USA Track & Field Hall of Fame - 2001
- Mt. San Antonio College Hall of Fame - 1994